# Cabo Abenante
Cabo Abenante – przylądek położony na zachodnim krańcu zatoki Bahía Chica, na południe od Morza Weddella. Wcześniej tymczasowo nazywany Cabo Q przez Argentyńczyków, został przemianowany w 1958 roku na cześć Mario Bruno Abenante, poborowego z rocznika 1934, który stracił życie w wyniku wydarzeń politycznych w Argentynie we wrześniu 1955 roku.